# Bivoljane
Bivoljane (bulgariska: Биволяне) är ett distrikt i Bulgarien.   Det ligger i kommunen Obsjtina Momtjilgrad och regionen Kărdzjali, i den södra delen av landet, 220 kilometer sydost om huvudstaden Sofia.